# Palanca (Ștefan Vodă)
Palanca es una comuna y localidad de Moldavia en el distrito (raión) de Ștefan Vodă.

## Geografía
Se encuentra a una altitud de 21 m s. n. m. a 138 km de la capital nacional, Chisináu.

## Conflicto fronterizo
Entre las áreas más sensibles de las relaciones entre Moldavia y Ucrania se encuentra el punto de cruce en Palanca. Es necesario completar el proceso de demarcación según tratado firmado en 2001, que incluyó el acceso a la ribera del Danubio a favor de Moldavia que permitió la construcción del puerto de Giurgiuleşti, única terminal con salida al mar de ese país. A cambio Moldavia debía completar el proceso de transferencia de un tramo de la ruta E87, única conexión terrestre existente entre los raiones de Bolhrad, Bilhorod-Dnistrovskyi e Izmaíl en el llamado Budjak (Besarabia ucraniana) con el resto del Óblast de Odesa y Ucrania.
En 2010, el diputado ministro de relaciones exteriores de Moldavia, Andrei Popov ha declarado que la tierra en Palanca es una parte inseparable del territorio moldavo, por lo que no será cedida a Ucrania.
Sin embargo, el 22 de noviembre de 2012, el embajador de Moldavia en Ucrania anunció que, según el acuerdo alcanzado, Moldavia transfirió el tramo de la carretera de Palanca para que pasara a ser propiedad de Ucrania dentro del territorio de Moldavia y que este tramo sería controlado por Ucrania.

## Demografía
En el censo 2014 el total de población de la localidad fue de 1708 habitantes.